# それでも僕は君が好き
『それでも僕は君が好き』（それでもぼくはきみがすき）は、原作：徐誉庭、漫画：絵本奈央による日本の漫画作品。『週刊少年マガジン』（講談社）に、2014年2・3合併号から同年27号まで連載された後、『別冊少年マガジン』の同年8月号から2016年4月号まで連載された。台湾の脚本家・小説家である徐譽庭（スー・ユーティン、英語名Mag Hsu）が著し、2011年12月に出版された小説『馬子們!』（マーズーメン、「彼女たち」）を改編した恋愛オムニバス。
2015年秋にテレビドラマ化された。

## あらすじ
法律事務所で働く芹澤は、バイクで帰宅途中に見覚えのある女性とすれ違うが、脇見運転が原因で交通事故に遭う。女性の通報で芹澤は病院に搬送されるが、その日以来携帯電話に女性からの着信が来るようになる。芹澤は、その女性は誰かを突き止めるため、過去の自身の恋愛を振り返る。

### 中学生時代
- 「野ブタ」編（1巻）

中学生の芹澤は、同級生の友人達との罰ゲームで「図書室に入り浸っているぼっち」と噂され、「野ブタ」と呼ばれている女子にメールアドレスを聞くことになる。その時彼女に勧められた本を読んだ事をきっかけに、次第に彼女と仲良くなるが、そのことで友人たちと対立。更に芹澤を心配する野ブタに対しても乱暴な言動を取る。結果、芹澤は野ブタとも友人とも距離を置くこととなる。中学を卒業し、これで中学での出来事はなかったことにできたと思っていた芹澤だったが、以前野ブタから渡されたものの中に、彼女が「一生絶対誰にも見せられない」と言っていた自作の小説が入っているのを見つける。その内容から『ふとした瞬間に「人を傷つけた」記憶は現れ、なかったことにできない』のだと芹澤は深く思い知る。

### 高校生時代
- 「猟奇的な彼女」編（1巻）

高校生の芹澤は他校で外国人の女の子と出会う。もう会うこともないだろうと思っていた芹澤は、ひょんなことから彼女と再会する。日本語が理解出来ず孤立する彼女が気がかりな芹澤は、必死に英語を勉強して交流をはかり、彼女の誕生日をきっかけに付き合う事となる。しかし、同級生の古屋の妬みによる悪戯をきっかけに、芹澤は彼女が心を開いてくれていない思いに駆られ爆発し、喧嘩別れの形で交際は解消する。数年後、事故を心配して連絡をくれた古屋により、彼女のそれまでの態度や別れの真相を知る事となる。
- 「エルメス」編（1・2巻）

高校三年生になり予備校に通い始めた芹澤は数学講師をする大学生「エルメス」に恋をする。彼女と同じ大学に通うことを目標にするものの次第に追い詰められていく芹澤は、予備校で出会った友人にカラオケに誘われることで、焦りを解消する。
大学の合格確率の判定も上がり、エルメスに個別指導してもらう約束も取り付け順調に見えた芹澤だったが、約束に現れたのはエルメスとその彼氏だった。
沈んだ芹澤を励ましてくれたのは、以前もカラオケに誘ってくれた友人。彼から芹澤と同じく片思い中だと打ち明けられる。
友人のおかげで前向きにはなれたものの、大学の合格確率の判定を一つ落とす。そんな中、エルメスと偶然公園で出会った芹澤は、彼女に想いを告白。芹澤を慰めようとエルメスは彼の背中を抱きしめ、無意識ながらも思わせぶりな言葉を発するが、そんな彼女の言動が更に芹澤を傷つける。二人の様子を見かけた生徒により予備校内で噂が広まる。エルメスに懇願された芹澤は彼氏に潔白を証明するが、芹澤を見下し体裁を気にするゆえに彼女を叱責する彼氏に対して、エルメスを幸せにするよう説教をする。予備校の黒板に真相を番書きし、第一志望より更に上のレベルの学校を目指すことを決意した芹澤は、先述の友人から同性愛者であることを打ち明けられたうえで愛の告白をされる。芹澤は気持ちに応えられないことを謝罪し友人関係は継続することを約束する。

### 大学時代
- 「牧野つくし」編（2・3・4巻）

芹澤は一年間の浪人生活後に第一志望の大学へ入学。苦学生「牧野つくし」と出会い、アルバイトへ向かう牧野をバイクで送ったことをきっかけに仲良くなっていく。一方牧野の後押しもあり、芹澤は友人に誘われた合コンに参加。かねてより芹澤に恋をする山口さんと出会い、クリスマスデートをするなど接近していく。芹澤に対する気持ちを確かめ合ったことをきっかけに牧野と山口さんは友人となり、芹澤を交えた三人行動が増える。ある日、飲み会でその事をからかわれるとともに牧野をいやしめる噂を耳にした芹澤は喧嘩騒ぎを起こす。現場に居合わせた山口さんに対し芹澤は付き合えないと告げるものの、山口さんが泥酔した芹澤を朝まで介抱したことを機に交際と同棲を始める。交際は順調に見えていたが、やがて芹澤の心に潜む牧野への思いを察した山口さんは、肉体関係を結んだ翌朝に告げられた芹澤からの別れを受け入れる。交際解消の情報は周囲に広まり、人間関係のいざこざを経て牧野と交際を始めた芹澤であるが、彼女を守り支えようと奔走するうちに疲れ果て、更に忙しい彼女とのすれ違いが増え孤独を感じるようになっていく。ようやく彼女と会えることになったものの、芹澤の部屋に訪れたのは妹たちを連れた牧野。牧野が借金取りと話し合う間妹たちを預かって欲しいと依頼され、承諾した芹澤であるが、これを機に彼女との関係に限界を悟る。
- 「野ブタ」編(2)（4・5巻）

牧野との破局による傷心で引きこもる芹澤は、古屋に連れ出されラーメン店に行き、そこでアルバイトをする野ブタと再会。更に店長と野ブタがキスをする場面を目撃する。自身が犯したことが今の野ブタの恋愛に影響していると思い込んだ芹澤は過去の出来事を謝罪し、自身についてや本音を語らない彼女に食い下がり、力になろうと連絡先のメモを強引に渡そうとする。しかし野ブタは芹澤を殴り、彼の言動を批判し激怒する。その後も芹澤は野ブタを待ち伏せ謝罪するが、無視を続けられる。やがて野ブタは店長とともに出勤するようになり、芹澤が近づく隙が無くなる。野ブタから嫌味まじりに詫びられた芹澤は、自身の行動についてキザで何の役にも立たなかったと痛感する。
- 「キム・サムスン」編（5・6巻）

芹澤は、古屋の遊び仲間に加わろうとクラブに行き、同じく失恋したばかりの亜美をナンパする。しかし一夜を共にした亜美から仲間に性癖を言いふらされた芹澤は、遊び仲間と縁を切り勉強に集中する。一方で弁護士を目指して法律事務所にインターンで働く中、28歳の独身OL「サムスン」と知り合う。芹沢はサムスンに惹かれていき格好つけながら彼女にアタックするが、彼女は芹澤を子供扱いし、都合の良い遊び相手と考える。そんな気持ちのすれ違いから、一時は彼女に距離を置くも、偶然再会して本音をぶつけ合ったことを機に交際を始める。司法試験受験の厳しい現実やサムスンに釣り合う男になりたいと考えた芹澤は、弁護士を諦め企業への就職活動を始め、やがて彼女との結婚を意識するようになる。しかしサムスンは、就職活動に悪戦苦闘する芹澤を見守りながら、彼との結婚について先が読めず不安に駆られていた。ようやく芹澤が内定を得た時、サムスンは芹澤に一方的に別れを告げ、連絡手段を一切断ち姿を消す。

### 社会人時代
- 「奈々とナナ」編（6巻）

大学卒業後、芹澤は就職先の社長の娘「奈々」に呼び出され、友人が作った曲を盗作したレコード会社を訴えたいと相談される。そして彼女の友人でアマチュアシンガーソングライター「ナナ」を紹介される。
ナナは当初、訴訟に乗り気でなかったが、奈々が自身のブログに書き込み、レコード会社から名誉毀損での訴訟を通告されたことを機に協力する。しかし、盗作の証拠を集める中で芹澤とナナは喧嘩となり、ナナは再び協力を拒むようになる。その後、レコード会社側から理由を告げずに訴訟を取り下げられ騒動は収束する。
この件で奈々との接触が増え、彼女に好意を持たれた芹澤は、社長に命じられ奈々と交際を始める。ある日、奈々とのデートに向かう途中に芹澤は虚ろな様子のナナと出会う。奈々を訴訟に巻き込みたくないナナは、レコード会社が曲の版権を買う代わりに7年間のリリース権を貰う条件で和解したものの、他者が作った曲を歌うことを強要されて上手くいかず、更にファンからも苦言され、心が折れ荒んでいた。ナナは芹澤を誘惑するも、芹澤は彼女を振り切り奈々の元に向かう。以来、気まずい芹澤の態度にやきもきした奈々は結婚を急かす。奈々との明るい結婚生活や未来が見えながらも、お姫様育ちの彼女の性質を目の当たりにし戸惑いながら芹澤は、体調不良で助けを求めるナナの元に駆けつける。しかし、芹澤を尾行した奈々に、ナナにキスされ迫られている現場を目撃される。拒もうとしたとはいえ少なくともナナへの下心があったと自覚した芹澤は、後日会社へ退職届を提出する。

## 主な登場人物
芹澤 祐輔（せりざわ ゆうすけ）
本作の主人公。岐阜県出身。小学生時から母子家庭で育つ。中学生時は友達グループで行動していたが、喧嘩をして以来孤立する。高校生時はバスケットボール部に所属。高校3年時に予備校に通うものの失恋をきっかけに辞める。一浪して第一志望大学の法学部に入学を機に東京のアパートで独り暮らしを始め、在学中に法務事務所のインターンに通う。大学卒業後は老舗酒造会社の法務担当職に就職するも、社長の娘との破局をきっかけに退職し、インターン先の法律事務所に再就職する。

### 芹澤を取り巻く女性たち
野ブタ（のぶた）
芹澤が中学生時に出会った、図書室に入り浸る女生徒。作中で本名は明らかにされていないが、あだ名はドラマ『野ブタ。をプロデュース』から引用。友達グループでの罰ゲームで接近してきた芹澤にオススメの本を紹介したことを機に親しくなっていき、彼の勧めで長かった髪を切る。また、芹澤から家族にまつわる辛い思い出を打ち明けられていたが、逆に自身の事を芹澤に話したことは無い。清水と喧嘩し自棄になった芹澤に襲われかけて以来疎遠になった後、転校する。
高校卒業後は進学せずに小説家になることを目指すが、投稿先の担当者のアドバイスを受け、都内の大学に進学する。大学在学中にラーメン店でアルバイトを始め、店長と親密になる中、偶然来店した芹澤と再会する。
その後、店長に同伴する形で渡米するも破局し独りで帰国。再び小説家を目指して派遣社員で受付業務をしながら投稿を続ける中、事故に遭った芹澤と遭遇する。
猟奇的な彼女（りょうきてきなかのじょ）
高校生時の芹澤が、部活の他校との練習試合先で出会ったイギリス人の女生徒。作中で本名は明らかにされず「猟奇的な彼女」と表現されている。
日本語の会話が出来ず周囲から孤立する様子を心配した芹澤と友人関係を経て交際を始めるが、不愛想で気が強く芹澤に度々暴力を振るう。そんな彼女を笑わせようと努めるが思いが通じず苛立った芹澤と喧嘩し別れを告げる。後日、喧嘩の原因を作った古屋に謝罪された際に、帰国が迫っていたことが原因で笑えなかったことや別れを切り出したことを明かす。
エルメス
芹澤が高校3年時に通った予備校で数学講師のアルバイトをする大学生。芹澤の第一志望校に通い、将来は高校教師を目指している。作中で本名は明らかにされていないが、身につけているブランドから生徒内であだ名をつけられる。あがり症な為に当初授業は不評だったが、芹澤の協力で上達していく。美人で心を開いて本音を語ったことで芹澤の心を奪うが、芹澤が距離を縮めようとした矢先に彼氏の存在を明らかにする。予備校内で芹澤との仲を噂されたことで解雇を言い渡される。
牧野つくし（まきの つくし）
芹澤が大学で知り合った同級生の女性。母は1年前に他界、入院する父と2人の妹がいる。元々地方に住んでいたが、借金を抱えて、大学進学をきっかけに夜逃げ同然で家族と上京したため、学業の傍でアルバイトの掛け持ちと家族の世話をするなど忙しい毎日を送る。慌しく動き回り、授業では教壇の前の席で堂々と居眠りするなどの行動から周囲の学生に変わり者と思われている。
生活事情を察した芹澤に手助けしてもらったことをきっかけに仲良くなるものの、山口さんの存在もあり暫くは友人関係が続く。山口さんと別れた芹澤から告白され交際を始めるが、時を同じくして亡き母の借金が発覚し、更に父の容体が悪化して忙しさは増す。結果、芹澤とはすれ違いの日々が続き、関係は破綻する。
山口さん（やまぐちさん）
芹澤が大学で知り合った同級生の女性。実家から大学に通い車を所有している。容姿端麗で気が利く性格から飲み会等では男子からの人気が高い。
優しそうな芹澤に一目惚れし、友人らの協力で芹澤を交えた合コンを開き接近する。牧野とは芹澤への思いを確認したことを機に友人となり、互いに「グッチ」「つくしちゃん」と呼び合う程親しくなる。泥酔した芹澤を介抱するため外泊し、父と喧嘩したことがきっかけで家出。芹澤と交際と同時に同棲を始める。しかし、偶然ながらも抱き合う芹澤と牧野の姿を目撃したことで彼らが相思相愛であることを確信し失恋する。破局から数か月後、新たに彼氏ができたことを芹澤が同席する飲み会で発言する。
サムスン
インポートアパレル企業に勤める28歳の独身OL。芹澤がインターン勤務中に間違い電話をかけたことをきっかけに知り合う。作中で本名は明らかにされていないが、好きなドラマのヒロインの名と苗字が似ていることから、一部の人たちから「サムスン」とあだ名されている。料理が苦手で寝相が悪い。
過去、何人もの男性に告白されての交際歴がある程の美人でプライドが高く、格好つけて生きてきた。周囲が次々と結婚して焦り始めた挙句に自棄になり、社長職の男性との不倫に走るが、芹澤に説教されて縁を切る。
当初は芹澤を子供扱いし、あくまで遊び相手としていたが、互いに本性が判ったことを機に、交際と自身の自宅での半同棲を始める。しかし、年の差から、芹澤と将来結婚できるかどうか不安に駆られ、更に元彼から求婚されたことを機に、海外出張と嘘をつき芹澤の前から姿を消し別れを告げる。芹澤がサムスンを捜索する中で出会った友人によると、その後は前述の元彼の求婚を断っている。
奥村奈々子（おくむら ななこ）
芹澤が入社した老舗酒造会社の社長の娘。深窓の令嬢の女子大生で、出会った当初の芹澤から中学生に間違えられる程、容姿や性格は世間知らずで幼い。社員たちからは「姫様」と呼ばれて親しまれ、芹澤やナナからは「奈々」と呼ばれる。
友人・ナナの楽曲を盗作したレコード会社に憤り、芹澤に相談と協力を求める。インターネットで盗作疑惑を拡散しようとしてレコード会社に訴えられそうになるが、ナナが機転を利かせ取り下げられる。その間、芹澤に恋心を抱き、更に彼が父親に気に入られたこともあり、交際を始める。
交際中は、芹澤が仕事中にも関わらず押しかけるなどし積極的に迫るも、消極的な彼に苛立ちを感じ、彼を尾行するようになる。結婚について快く即答しない芹澤に対して更に苛立ちを募らせる中、ナナと芹澤の親密な仲を目撃し、破局する。芹澤が退職後は新入社員の男性に恋をする。
ナナ
インディーズで活躍するミュージシャン。奈々とは誘拐されそうになった高校時代の彼女を助けたことを機に知り合い友人となる。また、電車の中で倒れたところを、たまたま居合わせた芹澤に助けられ、出会う。
自身の曲の盗作を暴こうとしてレコード会社に訴訟されそうになった奈々を助けるため、レコード会社に版権の売却と自身のリリース契約を結ぶことで手を打つ。しかし自身と合わない曲を歌わされ、更にファンに失望され鬱然とする。この状況に追い込んだ奈々を恨むとともに、芹澤への思いが溢れ、2人が交際中と知りながらも彼を誘う。
酒造会社を辞めた芹澤と疎遠になった後は、自身の曲を歌えるようになり、テレビ出演もする程の活躍を見せるようになる。

### 芹澤の友人
清水（しみず）
中学時代、芹澤が加わっていた友人グループのリーダー格。芹澤に罰ゲームとして野ブタのメールアドレスを聞くことを命令する。しかし、次第に芹澤と野ブタの仲が深まっていく様子を不愉快に思い、芹澤に喧嘩を仕掛ける。
数年後、第一志望だった大学に潜り込んで授業を受ける中、芹澤と再会。芹澤の三角関係に水を差す発言をする。
古屋（ふるや）
高校時代、芹澤と同じ部活の友人。かわいい彼女と付き合う芹澤に嫉妬し、彼女が見たがっているイギリスで流行りのドラマと嘘をつき内容はアダルトビデオのDVDを芹澤に渡す。このDVDが火種となり二人が別れ、罪悪感にかられて彼女を呼び出し謝罪するが、その際に知った彼女が別れを切り出した真相などを、数年後交通事故に遭った芹澤に打ち明ける。
大学入学後のクリスマス時期、久々に芹澤に連絡し、飲み会に誘う。
予備校の友人
芹澤より後に予備校に入校した美少年。芹澤に声をかけ、カラオケに誘ったり恋や勉強の相談に乗ったりする。芹澤が予備校を辞めた後、同性愛者であるとともに芹澤に片思いしていることを打ち明ける。

### 芹澤の家族
芹澤の母
元々は地味な女性であったが、夫（芹澤の父）との出逢いを機に垢抜ける。浮気に気づきながらも知らぬふりをして夫に尽くし、芹澤にとっても優しい母であったが、久々に帰宅した夫に対して感情が爆発し、後に離婚する。離婚直後は気落ちし、小学生の芹澤を巻き込んで荒んだ生活を送るが、その様子を発見した母（芹澤の祖母）の協力で芹澤が中学生頃には家事が出来るようになるまで立ち直る。
芹澤の父
妻の親戚の借金問題に向き合ったり、家族を支えるために自身の父（芹澤の祖父）の臨終立会いや葬儀参列を犠牲にするほど懸命に働く。しかし出張と嘘をつき不倫を続けていた。離婚から数年後、大学生になった芹澤を気遣う電話をする。
芹澤の祖母
芹澤の母方の祖母。芹澤の父母の結婚に反対していたが、芹澤が誕生後は和解する。

## 書誌情報
- 原作：徐誉庭、漫画：絵本奈央 『それでも僕は君が好き』 講談社〈講談社コミックス〉、全7巻
  1. 2014年4月17日発売[5]、ISBN 978-4-06-395089-2
  2. 2014年7月17日発売[6]、ISBN 978-4-06-395134-9
  3. 2014年9月17日発売[7]、ISBN 978-4-06-395193-6
  4. 2015年3月9日発売[8]、ISBN 978-4-06-395329-9
  5. 2015年7月9日発売[9]、ISBN 978-4-06-395429-6
  6. 2015年12月9日発売[10]、ISBN 978-4-06-395551-4
  7. 2016年5月9日発売[11]、ISBN 978-4-06-395661-0

## テレビドラマ
2015年9月29日から10月2日まで、各日とも0時25分 - 0時55分（9月28日から10月1日の深夜。JST、以下略。10月1日のみ0時50分 - 1時20分）に4夜連続でフジテレビ系の深夜ドラマで、小出恵介主演で放送された。

### キャスト
- 芹澤祐輔 - 小出恵介（幼少期：小林喜日）
- 祐輔の父 - 眞島秀和
- 祐輔の母 - 斉藤由貴
- 祐輔の叔母 - 須藤理彩
- 祐輔の祖母 - 青木和代
- エルメス - 柳ゆり菜（第1夜）
- 牧野つくし - 相楽樹（第2夜）
- サムスン - 奥田恵梨華（第3夜）
- 謎のナース - 藤本泉（第4夜）
- シスター - 真行寺君枝

### スタッフ
- 原作 - 徐誉庭「馬子們！（「マーズマン」直訳：彼女たち）」（大田出版）/ コミック版「それでも僕は君が好き」絵本奈央（講談社）
- 脚本 - 宇山佳佑
- 編成企画 - 増本淳
- 主題歌 - CROSS GENE「sHi-tai!」[14]
- 挿入歌 - Whiteeeen「あの頃〜ジンジンバオヂュオニー〜」
- プロデュース - 中山ケイ子（FCC）
- 演出 - ヤングポール（第1、2、4夜）、田中健一（第3夜）

### ネット局
| 放送地域       | 放送局             | 放送日時 (JST) | 放送系列       | 備考        |
| -------------- | ------------------ | --- | -------------- | ----------- |
| 関東広域圏     | フジテレビ         | 第1夜：2015年9月29日 0:25 - 0:55（28日深夜） 第2夜：2015年9月30日 0:25 - 0:55（29日深夜） 第3夜：2015年10月1日 0:50 - 1:20（30日深夜） 第4夜：2015年10月2日 0:25 - 0:55（1日深夜）    | フジテレビ系列 | 制作局      |
| 北海道         | 北海道文化放送     | 第1夜：2015年9月29日 0:25 - 0:55（28日深夜） 第2夜：2015年9月30日 0:25 - 0:55（29日深夜） 第3夜：2015年10月1日 0:50 - 1:20（30日深夜） 第4夜：2015年10月2日 0:25 - 0:55（1日深夜）    | フジテレビ系列 | 同時ネット  |
| 岩手県         | 岩手めんこいテレビ | 第1夜：2015年9月29日 0:25 - 0:55（28日深夜） 第2夜：2015年9月30日 0:25 - 0:55（29日深夜） 第3夜：2015年10月1日 0:50 - 1:20（30日深夜） 第4夜：2015年10月2日 0:25 - 0:55（1日深夜）    | フジテレビ系列 | 同時ネット  |
| 宮城県         | 仙台放送           | 第1夜：2015年9月29日 0:25 - 0:55（28日深夜） 第2夜：2015年9月30日 0:25 - 0:55（29日深夜） 第3夜：2015年10月1日 0:50 - 1:20（30日深夜） 第4夜：2015年10月2日 0:25 - 0:55（1日深夜）    | フジテレビ系列 | 同時ネット  |
| 山形県         | さくらんぼテレビ   | 第1夜：2015年9月29日 0:25 - 0:55（28日深夜） 第2夜：2015年9月30日 0:25 - 0:55（29日深夜） 第3夜：2015年10月1日 0:50 - 1:20（30日深夜） 第4夜：2015年10月2日 0:25 - 0:55（1日深夜）    | フジテレビ系列 | 同時ネット  |
| 福島県         | 福島テレビ         | 第1夜：2015年9月29日 0:25 - 0:55（28日深夜） 第2夜：2015年9月30日 0:25 - 0:55（29日深夜） 第3夜：2015年10月1日 0:50 - 1:20（30日深夜） 第4夜：2015年10月2日 0:25 - 0:55（1日深夜）    | フジテレビ系列 | 同時ネット  |
| 新潟県         | 新潟総合テレビ     | 第1夜：2015年9月29日 0:25 - 0:55（28日深夜） 第2夜：2015年9月30日 0:25 - 0:55（29日深夜） 第3夜：2015年10月1日 0:50 - 1:20（30日深夜） 第4夜：2015年10月2日 0:25 - 0:55（1日深夜）    | フジテレビ系列 | 同時ネット  |
| 長野県         | 長野放送           | 第1夜：2015年9月29日 0:25 - 0:55（28日深夜） 第2夜：2015年9月30日 0:25 - 0:55（29日深夜） 第3夜：2015年10月1日 0:50 - 1:20（30日深夜） 第4夜：2015年10月2日 0:25 - 0:55（1日深夜）    | フジテレビ系列 | 同時ネット  |
| 島根県・鳥取県 | 山陰中央テレビ     | 第1夜：2015年9月29日 0:25 - 0:55（28日深夜） 第2夜：2015年9月30日 0:25 - 0:55（29日深夜） 第3夜：2015年10月1日 0:50 - 1:20（30日深夜） 第4夜：2015年10月2日 0:25 - 0:55（1日深夜）    | フジテレビ系列 | 同時ネット  |
| 岡山県・香川県 | 岡山放送           | 第1夜：2015年9月29日 0:25 - 0:55（28日深夜） 第2夜：2015年9月30日 0:25 - 0:55（29日深夜） 第3夜：2015年10月1日 0:50 - 1:20（30日深夜） 第4夜：2015年10月2日 0:25 - 0:55（1日深夜）    | フジテレビ系列 | 同時ネット  |
| 高知県         | 高知さんさんテレビ | 第1夜：2015年9月29日 0:25 - 0:55（28日深夜） 第2夜：2015年9月30日 0:25 - 0:55（29日深夜） 第3夜：2015年10月1日 0:50 - 1:20（30日深夜） 第4夜：2015年10月2日 0:25 - 0:55（1日深夜）    | フジテレビ系列 | 同時ネット  |
| 福岡県         | テレビ西日本       | 第1夜：2015年9月29日 0:25 - 0:55（28日深夜） 第2夜：2015年9月30日 0:25 - 0:55（29日深夜） 第3夜：2015年10月1日 0:50 - 1:20（30日深夜） 第4夜：2015年10月2日 0:25 - 0:55（1日深夜）    | フジテレビ系列 | 同時ネット  |
| 富山県         | 富山テレビ         | 第1夜：2015年10月5日 0:50 - 1:20（4日深夜） 第2夜：2015年10月12日 1:25 - 1:55（11日深夜） 第3夜：2015年10月13日 1:50 - 2:20（12日深夜） 第4夜：2015年10月20日 1:50 - 2:20（19日深夜） | フジテレビ系列 |             |
| 静岡県         | テレビ静岡         | 2015年10月12日 1:25 - 3:25（11日深夜） | フジテレビ系列 | 4話連続放送 |
| 福井県         | 福井テレビ         | 第1夜：2015年11月19日 1:10 - 1:40（18日深夜） 第2夜：2015年11月26日 1:10 - 1:40（25日深夜） 第3夜：2015年12月3日 1:40 - 2:10（2日深夜） 第4夜：2015年12月10日 1:10 - 1:40（9日深夜）  | フジテレビ系列 |             |
| 石川県         | 石川テレビ         | 第1夜：2015年11月30日 1:20 - 1:50（29日深夜） 第2夜：2015年12月7日 2:15 - 2:45（6日深夜） 第3夜：2015年12月14日 1:20 - 1:50（13日深夜） 第4夜：2015年12月21日 1:20 - 1:50（20日深夜） | フジテレビ系列 |             |